# Anomis doctorium
Anomis doctorium är en fjärilsart som beskrevs av Dyar 1914. Anomis doctorium ingår i släktet Anomis och familjen nattflyn. Inga underarter finns listade i Catalogue of Life.